# M/V Yara Birkeland
M/V Birkeland är ett norskt eldrivet autonomt lastfartyg och containerfartyg, som kontrakterades i augusti 2018 av Yara International av Vard Brevik för leverans 2020. Yara Birkeland började reguljär trafik från Porsgrunn våren 2022.
Fartyget är 79,5 meter långt och har en lastkapacitet på 120 TEU (tjugofotsekvivalenter). Det får energi från ackumulatorer. Avsikten är att det ska gå kortdistanstrafik mellan Yara Internationals produktionsanläggning i Herøya och hamnarna Brevik och Larvik.
Planen är att fartyget till en början ska seglas manuellt, men efter ett par år övergå till att vara obemannat, med navigationsutrustning från Kongsberg Maritime och manövrerat från styrningscentraler på land. Fartygets modul för brygga ska då monteras bort. Avsikten är att Yara Birkeland slutligen ska vara självseglande.